# Johann Wilhelm Petersen (Beamter)
Johann Wilhelm Petersen (* 1786 in Speyer; † 1863 in Edenkoben) war ein französischer und bayerischer Verwaltungsbeamter. Er war Unterpräfekt im Département du Mont-Tonnerre (Donnersberg) und Landkommissär des Landkommissariats Landau.

## Leben
Wilhelm Petersen diente von 1804 bis 1811 als französischer Offizier und wurde als Ritter der Ehrenlegion ausgezeichnet. Sein Vater Carl Ludwig war mit Napoleon befreundet und erbat bei einem von dessen Besuchen in Kaiserslautern, den Abschied des Sohns von der Armee und diesen als seinen Nachfolger einzusetzen. Napoleon war einverstanden und ernannte Wilhelm Petersen zum Unterpräfekten in Kaiserslautern. Sein Schwager Charles Auguste Lufft wurde 1811 Bürgermeister der Stadt. Durch seine Ehe mit Catharina Karcher im selben Jahr erhielt Petersen verwandtschaftliche Beziehungen zur ökonomischen Führungsschicht der Stadt. Sein Dienst im Arrondissement wurde im Januar 1814 durch den Vormarsch der preußischen und russischen Truppen beendet.
Petersen gehörte zu den wenigen französischen Beamten, die beim Übergang der Pfalz an das Königreich Bayern im vergleichbaren Rang weiter beschäftigt wurde. Im Jahr 1816 wurde er in Konkurrenz zu Notar Lentz aus Altenstadt Landkommissär in Landau. Er zog jedoch Edenkoben als Dienstsitz der Festungsstadt vor. Dem Landkommissariat Landau stand er bis 1849 vor. Er ging nach dem Pfälzischen Aufstand aus eigenem Wunsch in den Ruhestand. Seine beiden Söhne Carl und August hatten am Aufstand teilgenommen, Carl als Hauptmann einer Studentenlegion.
Nach dem Tod seiner ersten Frau heiratete Petersen 1819 Julie Fliesen (1800–1839). Er leitete 1821 die zweite Vereinigungssynode der Protestantischen Landeskirche der Pfalz, nachdem Johann Wilhelm Fliesen 1818 die erste geleitet hatte.

## Familie
Petersens Vater war Carl Ludwig Petersen (1746–1827), Syndicus der Stadt Speyer, 1792 Jakobiner und Maire, 1800–1811 Unterpräfekt in Kaiserslautern und seit 1779 in erster Ehe mit Juliane Philippine Retzer (1756–1794) aus Freinsheim verheiratet. Sein Großvater Georg Petersen (1708–1783), verheiratet mit Euphrosine Regine von der Lith aus Ansbach, stammte aus Nottmark und war Gesandtschaftspfarrer in Paris und zuletzt Hofprediger in Bergzabern. Der Bibliothekar Johann Wilhelm Petersen (1758–1815) und der Prinzenerzieher Georg Wilhelm Petersen (1744–1816) waren Brüder seines Vaters.
Petersen hatte zwei Kinder aus erster und zehn Kinder aus zweiter Ehe. Zu ihnen gehören die Freiheitskämpfer Carl Richard (1828–1884) und August Petersen (1830–1862) sowie der Reichsgerichtsrat und Reichstagsabgeordnete Julius Petersen (1835–1909). Enkel sind Wilhelm Freiherr von Pechmann (1859–1948), Otto Petersen (1874–1953), Julius Petersen (1878–1941) und Arnold Fanck (1889–1974). Zu den weiteren Nachkommen gehören Ernst Petersen (1906–1959), Arnold Ernst Fanck (1919–1994), Anette Brandhorst (1936–1999) und Christine Kuby (* 1957).